# 피막이
피막이(Hydrocotyle sibthorpioides)는 한국 남부의 밭에 나는 여러해살이풀로서 상록초이다. 전체에 털이 없고, 줄기는 땅 위로 뻗는다. 잎은 어긋나며 잎자루는 길고, 신장상원형, 밑은 심장형, 얕게 7-9갈래, 갈래는 이 모양의 톱니이다. 꽃은 흰색, 자주색, 잎겨드랑이에 3-5송이씩 산형꽃차례로 달리고, 화축은 길며, 잎보다 짧다. 열매는 둥글고 납작하며 잎은 지혈제로 사용한다.